# Sidney Herbert Ray
Sidney Herbert Ray (ur. 28 maja 1858, zm. 1 stycznia 1939) – brytyjski językoznawca, który zajmował się językami Oceanii. Wprowadził do lingwistyki rozróżnienie między językami austronezyjskimi a językami papuaskimi.

## Publikacje
- Sidney Herbert Ray. The languages of British New Guinea. „Transactions of the Ninth International Congress of Orientalists”. II (1892), s. 754–770, 1892. OCLC 154175019.
- Sidney Herbert Ray: A Comparative Study of the Melanesian Island Languages. Cambridge: Cambridge University Press, 1926, s. xvi+598. ISBN 978-1-107-68202-3.